# Siemens Campus Erlangen

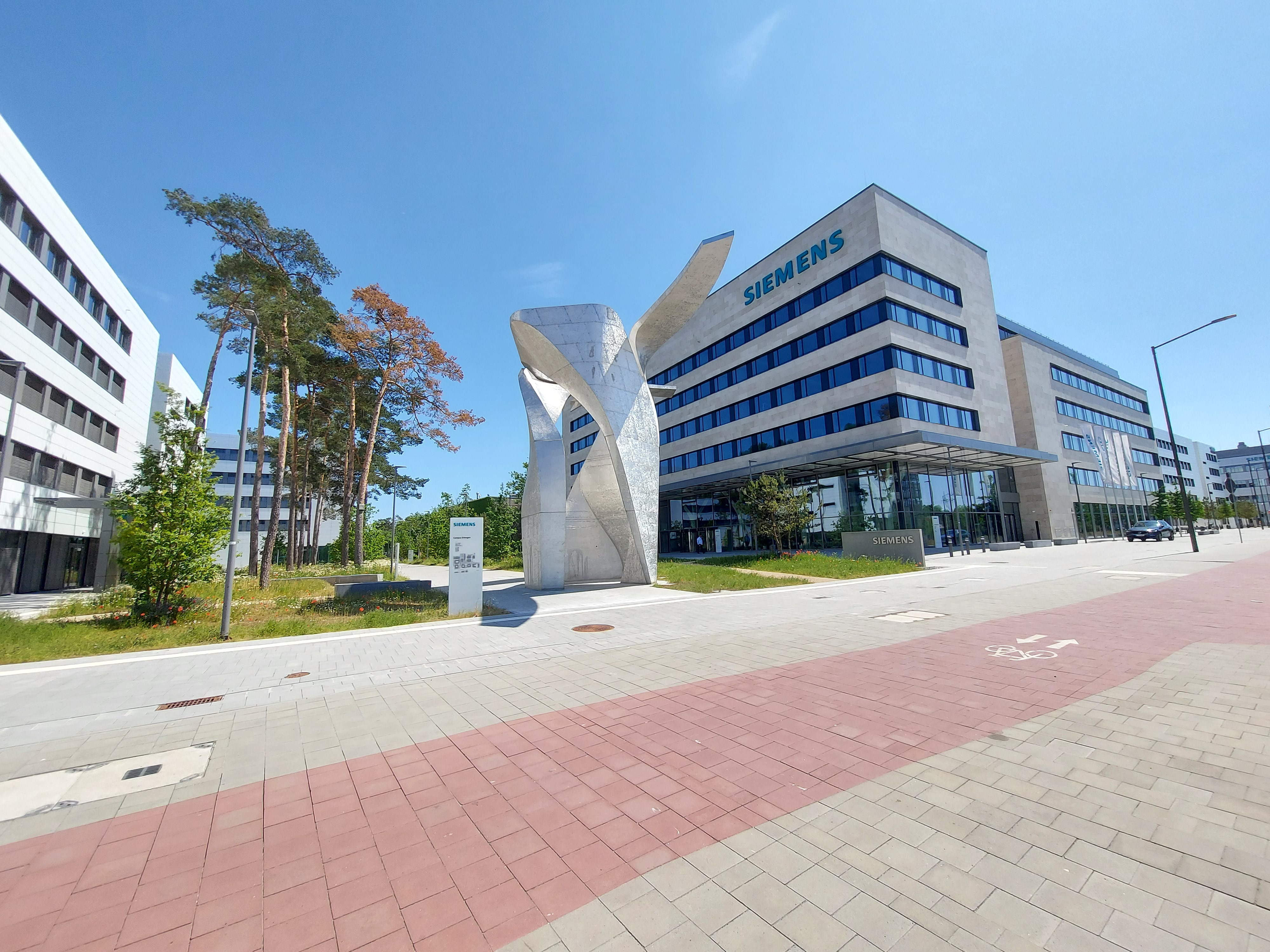
Empfangsgebäude des Siemens Campus; davor die Skulptur „The Wings“ des Architekten Daniel Libeskind

Der Siemens Campus ist ein Stadtentwicklungsprojekt im Süden der mittelfränkischen Stadt Erlangen. Auf einem ehemaligen Forschungsgelände der Siemens AG entsteht seit 2017 ein neuer Stadtteil, welcher sich vor allem durch moderne Bürogebäude auszeichnet. Ein Großteil der Konzernstandorte im Erlanger Stadtgebiet wurde inzwischen zugunsten des Siemens Campus aufgegeben, darunter die als Himbeerpalast und Glaspalast bekannten innerstädtischen Verwaltungsgebäude.

## Hintergrund
1965 eröffnete Siemens im Süden Erlangens ein Forschungsgelände. Auf dem geschlossenen Areal befanden sich unter anderem Teststrecken für die Vorläufer des Transrapids sowie von Hochbahnen. 2013 fasste der Konzern den Beschluss zur Umgestaltung des kompletten Geländes. In Form eines zukunftsweisenden Campus sollte ein neuer offener Stadtteil entstehen. Den anschließenden Architekturwettbewerb als Grundlage für Städtebau und Realisierung der Gebäude gewann das Architekturbüro KSP Jürgen Engel Architekten. Mitte 2016 starteten die ersten Abrissarbeiten. Im Dezember desselben Jahres erfolgte die Grundsteinlegung und damit der offizielle Beginn der Bauarbeiten. Die endgültige Fertigstellung erfolgt in mehreren Modulen bis in die 2030er-Jahre.
Im Dezember 2022 fand anlässlich der Einweihung des neuen Empfangsgebäudes ein Festakt im Beisein des Siemens-Vorstandsvorsitzenden Roland Busch sowie des bayerischen Ministerpräsidenten Markus Söder statt.
Bis 2026 verlässt der Konzern zudem seinen Standort in Moorenbrunn und verlegt die rund 2000 Beschäftigten nach Erlangen.

## Überblick

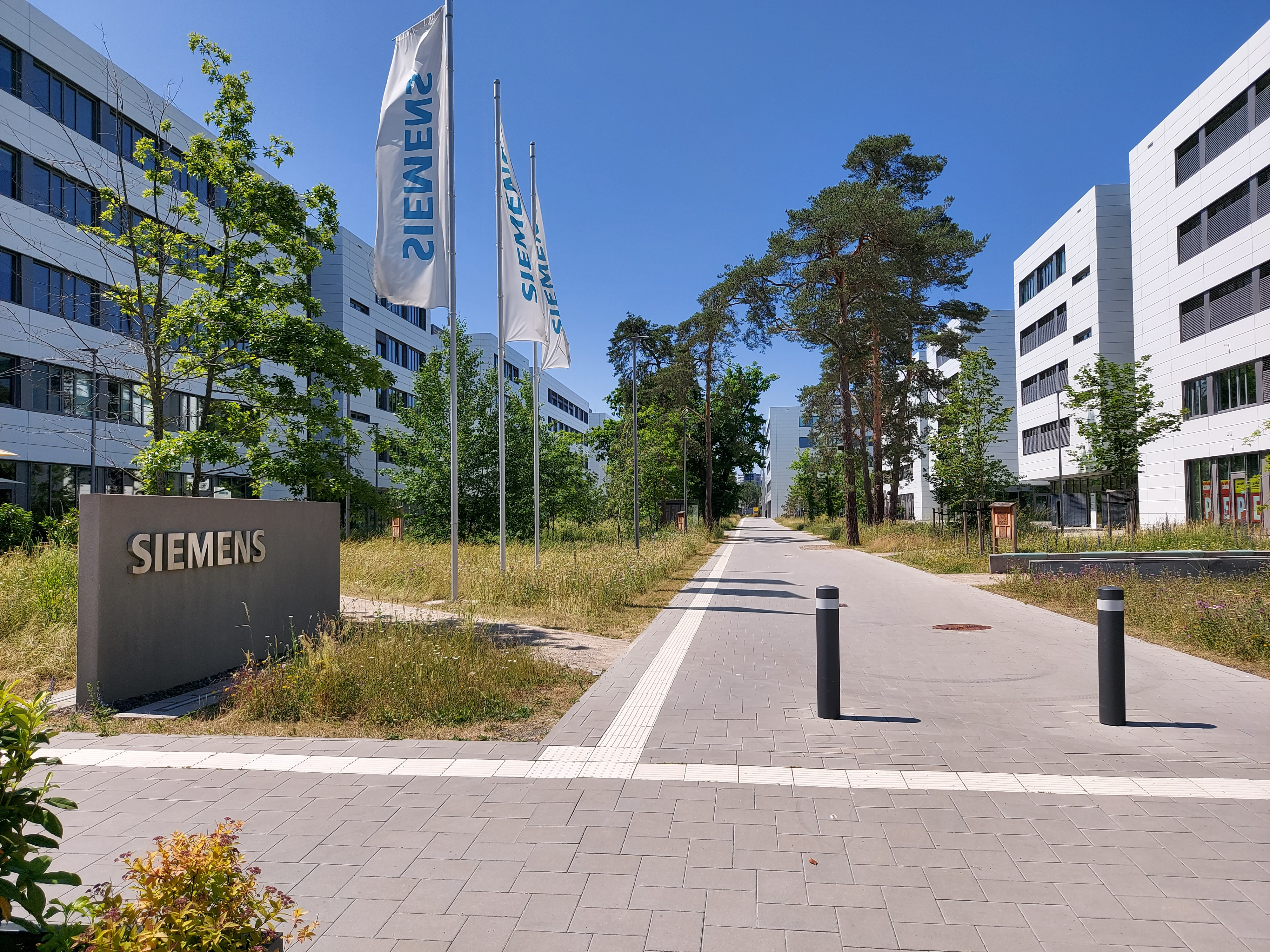
Siemenspromenade

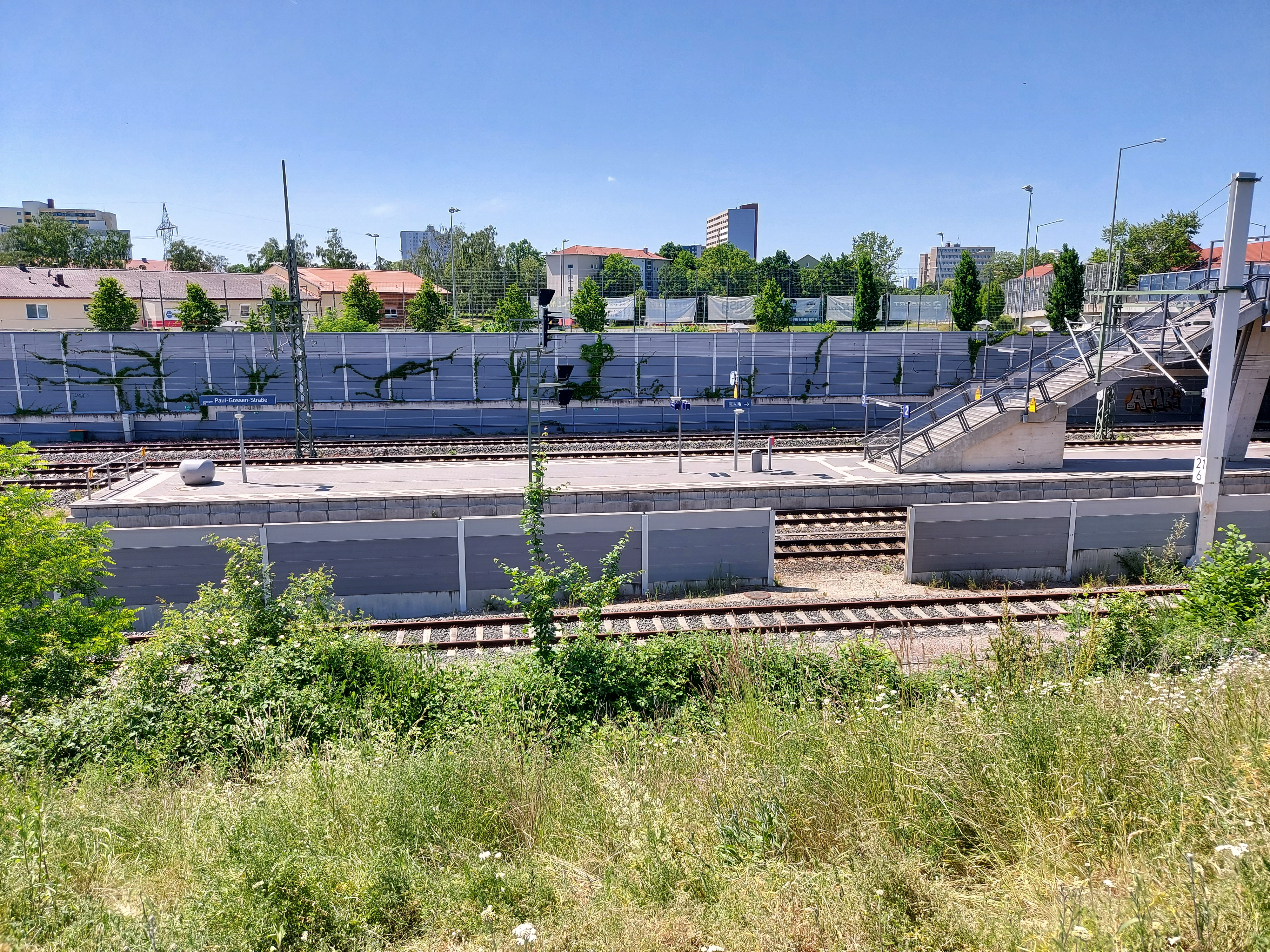
S-Bahn-Station Erlangen Paul-Gossen-Straße vom Siemens Campus aus gesehen

2020 wurde das erste Modul bezogen. Großzügige Frei- und Grünflächen, Cafés sowie Restaurants in den frei zugänglichen Erdgeschossen sollen zum Verweilen einladen. Die breite, zentrale Verbindungsachse Siemenspromenade, die sich über eine Länge von mehr als einem Kilometer durch den gesamten Campus zieht, verbindet die einzelnen Module miteinander. Mit der Fertigstellung von Modul 2 wurde 2022 ein weiterer Meilenstein erreicht. Im Mittelpunkt steht dabei das neue Empfangsgebäude. Als neues Wahrzeichen und zentraler Anlaufpunkt von Siemens in Erlangen sowie der Metropolregion Nürnberg soll es die Bedeutung des Campus für das Unternehmen und dessen enge Verbindung zu Erlangen verdeutlichen. Errichtet in der Holzhybrid-Bauweise konnten bereits beim Bau – im Vergleich zur herkömmlichen Betonbauweise – rund 80 Prozent CO₂ vermieden werden. Es greift die Architektur der übrigen Campus-Gebäude auf, hat jedoch eine Fassade aus Natursteinen, die aus dem naheliegenden Altmühltal stammen.
Sämtliche Neubauten wurden mit moderner Gebäude- und Energietechnik ausgestattet. Darüber hinaus sind Maßnahmen wie die Vermeidung von Flächenversiegelung, Dach- und Fassadenbegrünungen oder Insektenhotels Bestandteil eines umfassenden Nachhaltigkeitskonzeptes für die Klimaanpassung sowie zur Förderung und zum Erhalt der Biodiversität auf dem Campus.
Ein kleinerer Teil des Campus wurde vom Freistaat Bayern erworben. Diese Fläche sowie dort bereits bestehende Gebäude sollen durch die Friedrich-Alexander-Universität genutzt werden.
Der Siemens Campus verfügt mit der S-Bahn-Station Paul-Gossen-Straße über eine direkte Verbindung nach Forchheim und Bamberg sowie zum Nürnberger Hauptbahnhof. Zudem liegen acht Bushaltestellen um das Areal verteilt. Zukünftig soll der Campus darüber hinaus von der Stadt-Umland-Bahn erschlossen werden, die von Herzogenaurach über Erlangen an das bestehende Netz der Nürnberger Straßenbahn anschließen wird. Mehrere Parkhäuser bieten rund 5000 Pkw-Stellplätze. Für Fahrräder werden wiederum über 2000 Stellplätze zur Verfügung gestellt, 1000 davon in einem Fahrradparkhaus.